# Magermotor
Ein Magermotor (auch Magermixmotor) ist ein Verbrennungsmotor, dessen Luft/Kraftstoff-Gemisch im mageren Bereich gehalten wird. Mager bedeutet, dass mehr Verbrennungsluft vorhanden ist, als für die stöchiometrische Verbrennung des Kraftstoffes im Zylinder benötigt wird (Lambda >1). Der Luftüberschuss führt dazu, dass die Verbrennungstemperatur sinkt und auf diese Weise der Wirkungsgrad erhöht wird. Abhängig vom Abmagerungsgrad können die Stickoxid-Rohemissionen oberhalb oder unterhalb der Werte eines stöchiometrisch betriebenen Motors liegen. Eine Konvertierung in einem Drei-Wege-Katalysator ist jedoch nicht möglich, was großer Nachteil dieser Technik ist.
Beim Magermotor verwendet man teilweise Direkteinspritzung, um den Kraftstoff in Zündkerzennähe in noch zündfähiger Konzentration zu lagern (Schichtladung).